# Zeta Apodis
Zeta Apodis (ζ Apodis, förkortat Zeta Aps, ζ Aps), som är stjärnans Bayer-beteckning, är en ensam stjärna i den nordöstra delen av stjärnbilden Paradisfågeln. Den har en skenbar magnitud på +4,78 och är synlig för blotta ögat där ljusföroreningar ej förekommer. Baserat på parallaxmätningar i Hipparcos-uppdraget på 10,9 mas beräknas den befinna sig på ca 300 ljusårs (92 pc) avstånd från solen. 

## Egenskaper
Zeta Apodis är en gul till orange jättestjärna av spektralklass K2 III och befinner sig i de senare stadierna av dess utveckling. Den har en radie som är ca 11 gånger solens radie, baserat på en uppmätt vinkeldiameter som, efter korrigering för randfördunkling, är 2,06 ± 0,02 mas. Den avger ca 154 gånger mer energi än solen från dess fotosfär vid en effektiv temperatur på ca 4 400 K.